# Waldviertler Schmalspurbahnverein

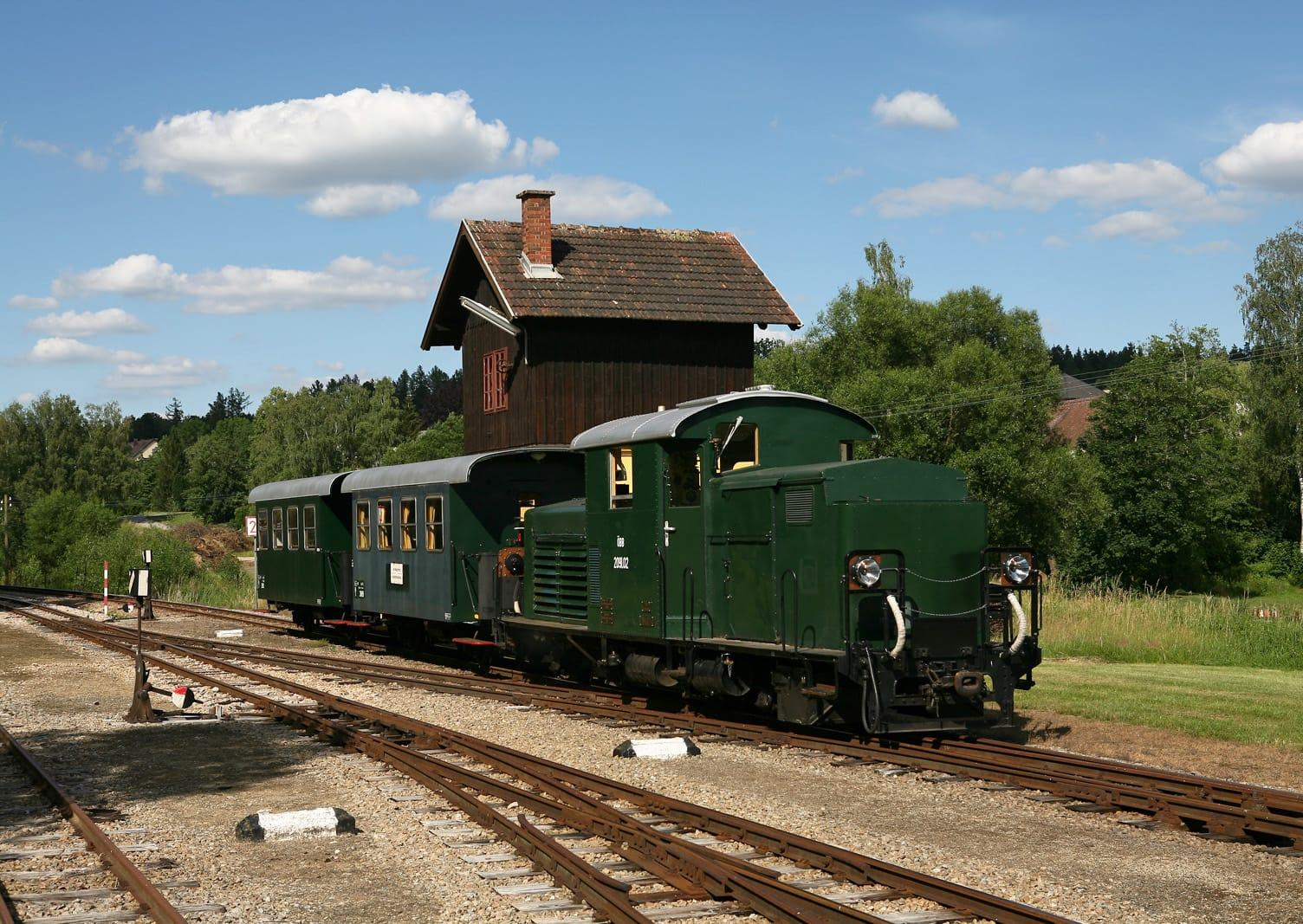
2091.02 in Alt-Nagelberg

Der Waldviertler Schmalspurbahnverein (WSV) ist ein österreichischer Eisenbahnverein mit Sitz in Heidenreichstein, entstanden aus einer Gruppe von Eisenbahnfreunden, die es sich zum gemeinsamen Ziel gesetzt hatten, den Schienenverkehr auf den Waldviertler Schmalspurbahnen zu fördern und auf der Strecke Alt-Nagelberg – Heidenreichstein selbst zu betreiben. Das betriebliche Zentrum stellt dabei der Bahnhof Heidenreichstein dar. Außerdem betrieb der Verein bis 2019 den Buffetwagen auf Zügen der NÖVOG auf dem restlichen Netz der Waldviertelbahn.

## Betrieb der Heidenreichsteiner Strecke

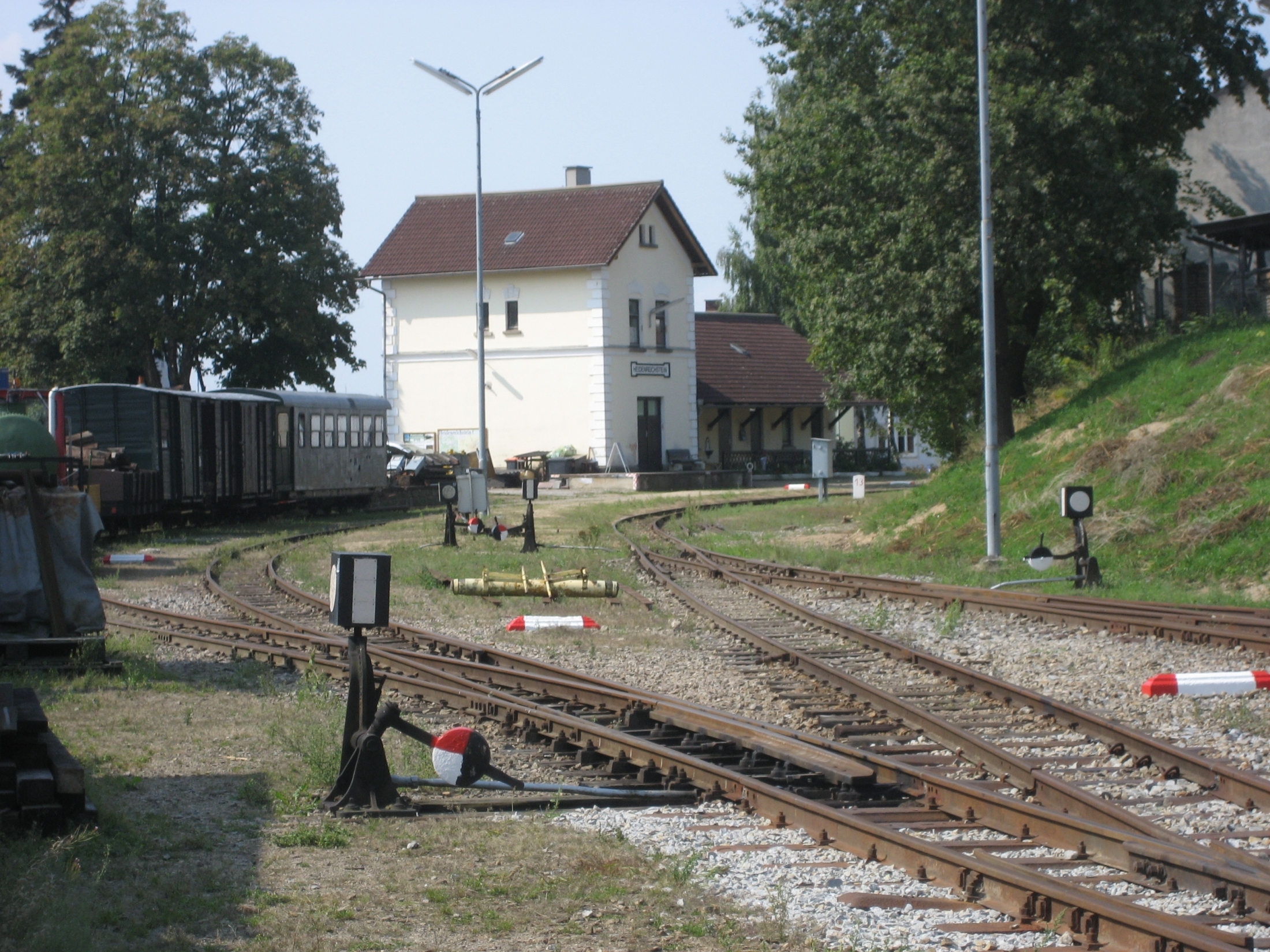
Überblick über den Bf. Heidenreichstein

Nachdem im Mai 1992 durch die ÖBB auch der Güterverkehr zwischen Alt-Nagelberg und Heidenreichstein eingestellt worden ist und dieser Streckenabschnitt somit planmäßig nicht mehr befahren werden sollte, pachtete der Verein diese Strecke von den ÖBB. Seither sind die Vereinsmitglieder für die Instandhaltung der Strecke zuständig. Dies umfasst Arbeiten wie Strauchschnitt, Schwellentausch, Kontrolle der Brücken oder Sanierung von Eisenbahnkreuzungen. Jedes Jahr werden im Sommer an Mittwochen, Samstagen und Sonntagen Sonderfahrten angeboten. An diesen Tagen wird mehrmals die Gesamtstrecke des WSV befahren. In Alt-Nagelberg besteht dabei grundsätzlich eine Umsteigeverbindung mit dem Nostalgiezug der NÖVOG von/nach Gmünd. Dabei kommt es auch zur Doppeleinfahrt/-ausfahrt zwischen dem Bahnhof Alt-Nagelberg und der Gabelung der Streckenäste nach Litschau (NÖVOG) bzw. Heidenreichstein (WSV).

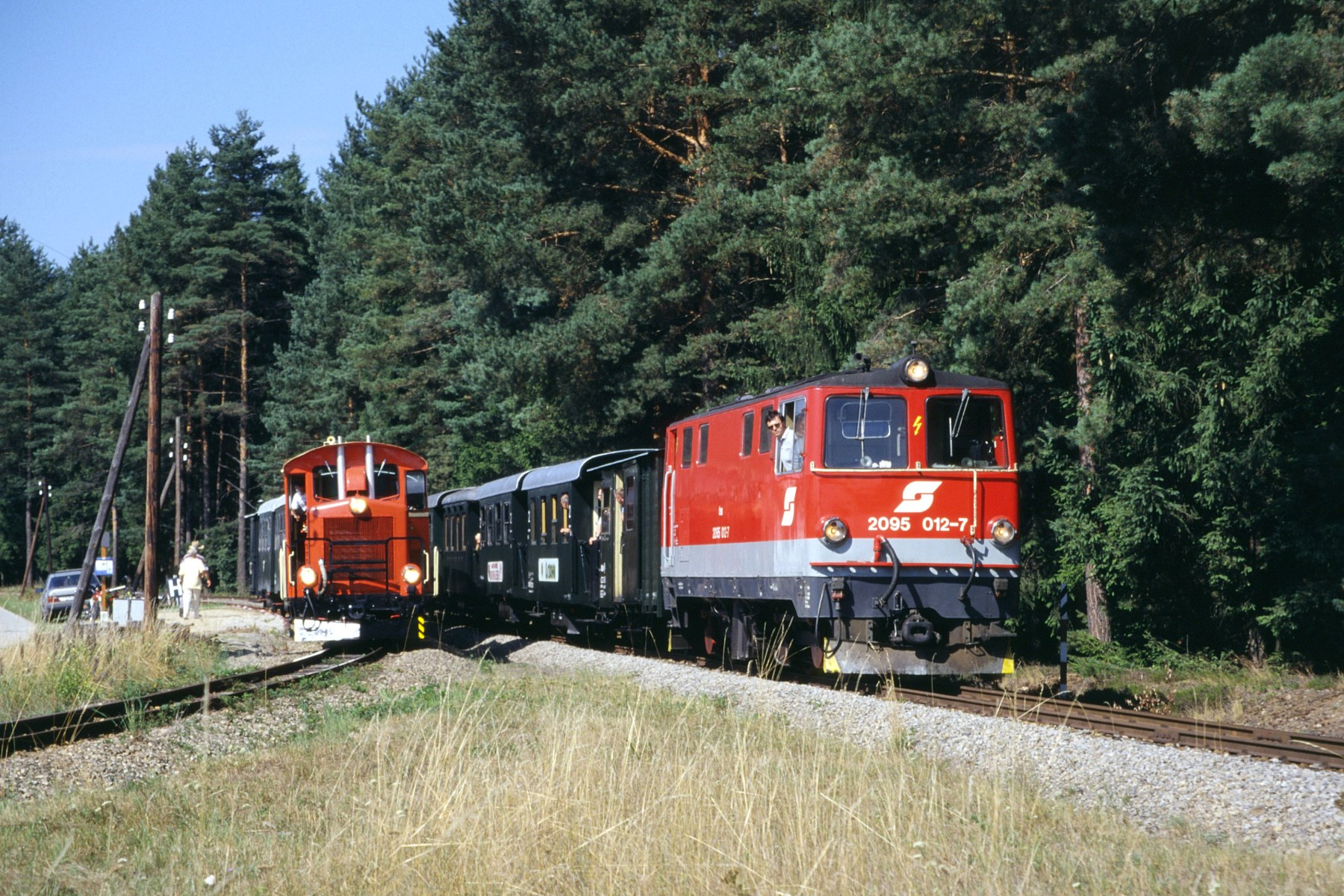
Doppelausfahrt in Alt-Nagelberg

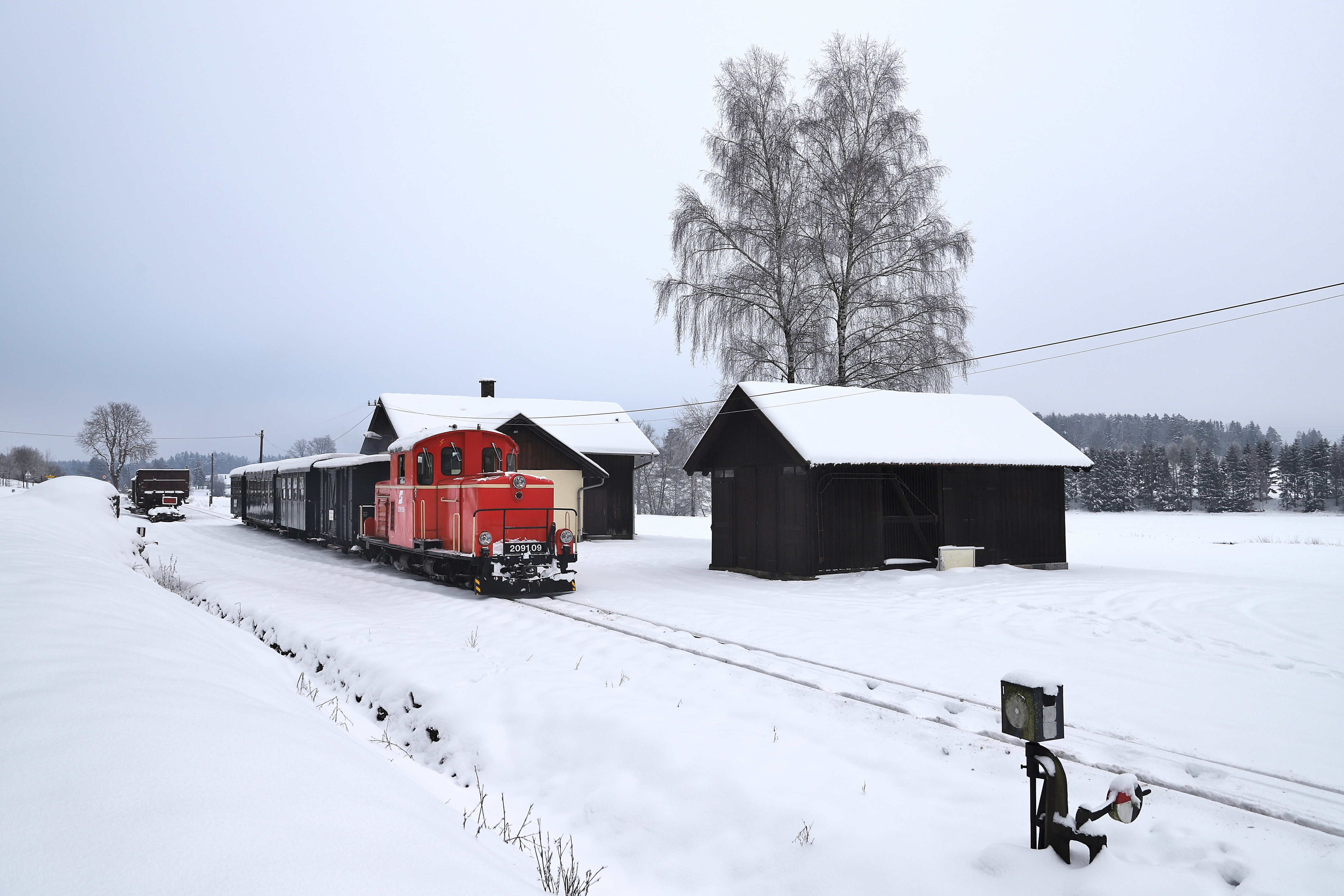
Weihnachtszug in der Haltestelle Aalfang

Über das Jahr verteilt werden auch Themenzüge angeboten. Dabei soll den Fahrgästen neben der Fahrt im Nostalgiezug ein zusätzliches Erlebnis geboten werden. Dazu gehört die Nikolofahrt, die Waldgeisterzüge oder der Schmankerlzug. Für Eisenbahnfreunde werden spezielle Fotofahrten angeboten. Scheinanfahrten ermöglichen dabei das gleichzeitige Befahren der Strecke und Fotografieren von Zügen auf ebendieser.

## Fahrzeuge
Auf der Strecke des WSV werden neben einigen vereinseigenen Fahrzeugen auch solche eingesetzt, die sich in Privatbesitz von Vereinsmitgliedern befinden. Die meisten Triebfahrzeuge und Wagen waren ursprünglich bei den ÖBB im Einsatz und haben historischen Bezug zu den Waldviertler Schmalspurbahnen.
- 2091.02 – tannengrün – in Betrieb

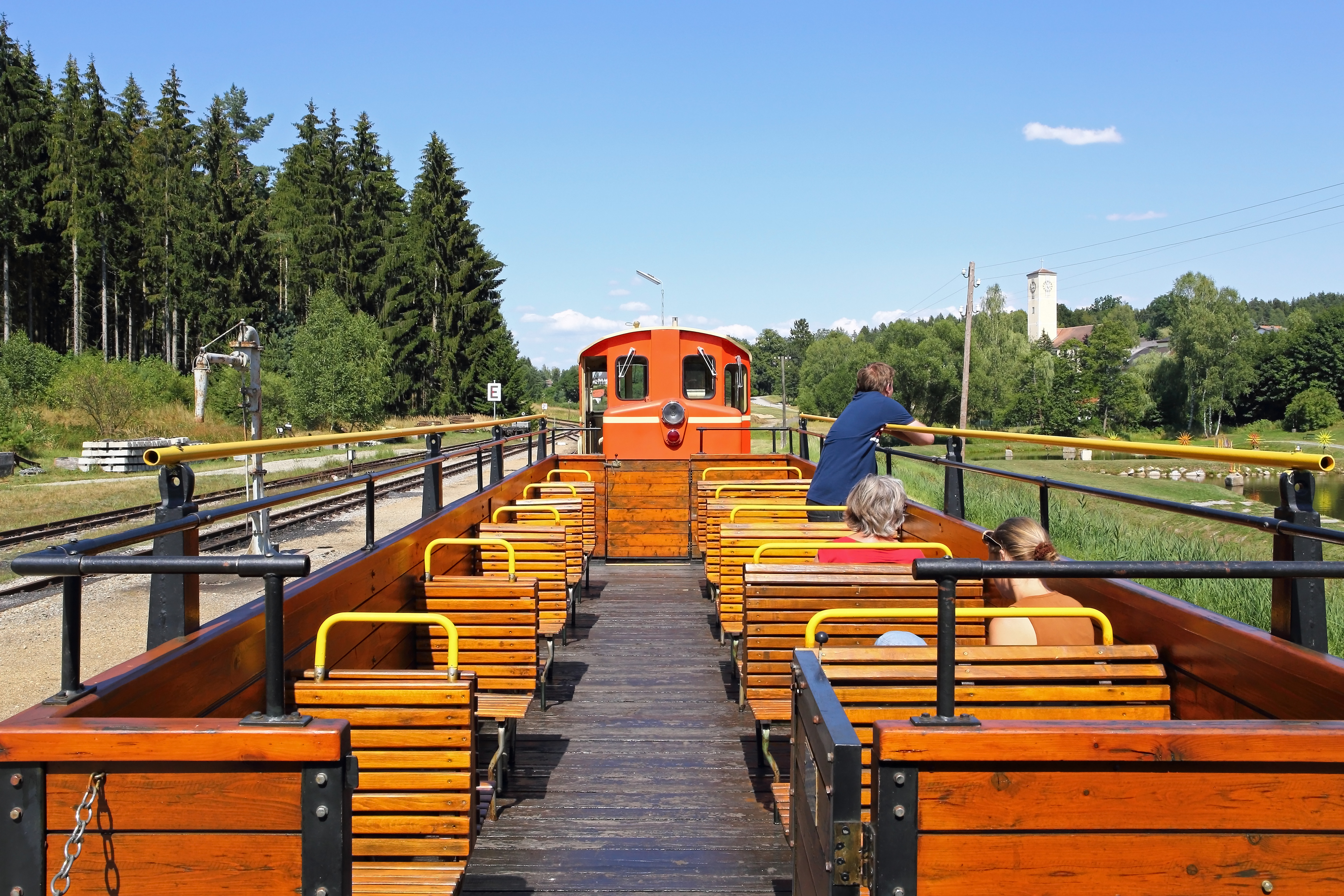
Aussichtswagen 35804

- 2091.07 – blutorange – in Aufarbeitung
- 2091.09 – blutorange – in Betrieb
- 2190.02 – elfenbein/karminrot – äußerlich aufgearbeitet
- 2092.04 – blutorange – in Aufarbeitung
- JW 100-4 – blutorange/elfenbein – in Betrieb
- Personenwagen B4iph/s 3243 – jaffa – in Betrieb
- Personenwagen B4iph/s 3244 – tannengrün – in Betrieb
- Personenwagen Bi/s 3883 – tannengrün – in Betrieb
- Buffetwagen Bi/s 3889 – tannengrün – in Betrieb
- Personenwagen Bi/s 3890 – tannengrün – in Betrieb
- Aussichtswagen SS/s 35804 – braun – in Betrieb

Weiters befinden sich zahlreiche Dienst- und Güterwagen an der Strecke. Speziell für historisch korrekte Fotosonderzüge sind in den letzten Jahren ein ex NÖVOG Rollwagen und ein normalspuriger Güterwagen ex ÖBB angeschafft worden.